# 中华人民共和国外交部领事司
中华人民共和国外交部领事司（英語：Department of Consular Affairs of the Ministry of Foreign Affairs of the People's Republic of China），加挂外交部领事保护中心（Center for Consular Assistance and Protection）牌子，是中华人民共和国外交部直接领导的工作机关。

## 机构沿革
外交部领事司前身是外交部办公厅签证处。1954年11月开始筹组领事司。1955年1月，领事司正式成立，下设一科（亚非侨务）、二科（欧美大侨务）、三科（护照签证）、四科（综合和外事管理）4科。1957年，精简为一科（国外侨务）、二科（国内侨务）、三科（护照签证）3个科。1960年代初，各科改称为处，仍维持3个处。1969年，领事司并入礼宾司，领事业务由礼宾司下辖护照签证组负责。1970年，外交部新成立领事条法司，下设一组（领事侨务组）、二组（护照签证组）、三组（条法组）3个组。
1972年，外交部恢复领事司建制，下设一处（国外侨务处）、二处（国内侨务处）、三处（护照签证处）。1974年，调整为4个处：一处（亚非侨务处）、二处（欧美侨务处）、三处（护照签证处）、四处（国内侨务处）。1982年7月，增设五处（综合研究处）。1986年1月，三处分设为2个处：三处（本国人护照签证处）和六处（外国人签证处）。1990年5月，三处（本国人护照签证处）分设为2个处：三处（护照处）、七处（出国签证处）。1991年5月，四处部分公证认证业务划归三处。1992年4月，公证认证业务单独设立八处（认证处）。
1995年，领事司成立电脑信息培训中心。1998年改组为九处（信息技术处）。2006年5月，设立十处（领事保护处）。2007年8月，十处升格为领事保护中心。

## 工作职能
外交部领事司主要按照国务院和外交部给其确定的工作范围，负责办理以下各项工作：
- 负责领事工作，办理中外领事关系事宜；
- 负责颁发外交、公务、公务普通护照；
- 负责领事公证认证、签证工作；
- 管理外国领事机构；
- 协调外国人在中国境内发生的有关刑事、民事案件的处理和对外交涉工作；
- 承担海外侨务工作；
- 会同处理移民事务；
- 承担领事保护和协助工作，拟订领事保护和协助政策规定，发布领事保护和协助预警信息；
- 指导驻外外交机构和地方外事部门相关业务。

## 组织结构
- 中华人民共和国外交部领事司
  - 亚非领事处
  - 欧美大领事处
  - 护照处
  - 国内领事处
  - 综合处
  - 来华签证处
  - 出国签证处
  - 认证处
  - 信息技术处
  - 领事保护中心
  - 领事司办公室

## 历任司长
- 张灿明（1955.01－1957.06）
- 秦力真（1957.06－1962.01）
- 柳雨峰（1962.01－1964.02）
- 徐晃（1964.04－1970）
- 张灿明（1971.09－1972.01，领事条法司司长）
- 秦力真（1973.09－1974.07）
  - 高世坤（1976－1978.06，代司长）
- 赵政一（1978.06－1978.08，未就任）
- 张灿明（1978.09－1980.10，部长助理兼领事司长）
- 聂功成（1980.11－1983.11）
- 刘庆有（1984.04－1984.11）
- 田丁（1984.11－1986.11）
- 聂功成（1986.11－1989.11）
- 纪立德（1989.11－1992.05）
- 张宏喜（1992.05－1997.07）
- 彭克玉（1997.07－1999.04）
- 钟建华（1999.04－2001.12）
- 罗田广（2002.03－2005.11）
- 魏苇（2006.04－2009.10）
- 黄屏（2010.05－2015）
- 郭少春（2015－2019）
- 崔爱民（2019－2021）
- 吴玺（2021－2024.4）
- 龙舟（2024.10－）[5]